# Raster (tijdschrift)
Raster is een driemaandelijks literair tijdschrift in boekvorm, uitgegeven door De Bezige Bij.

## Geschiedenis
Raster werd in 1967 opgericht door H.C. ten Berge. Het werd aangekondigd in het laatste nummer van het tijdschrift Merlyn, november 1966. In de eerste zes jaar van zijn bestaan was het een eenmanstijdschrift van Ten Berge, eerst uitgegeven door Van Ditmar, na een jaar door Athenaeum - Polak & Van Gennep.
Van 1972 tot 1976 bestaat Raster als Rasterreeks: een serie boeken onder redactie van H.C. ten Berge, Lidy van Marissing, Pieter de Meijer en Jacq Firmin Vogelaar bij De Bezige Bij. Een zevental boeken verscheen in de reeks, waaronder Graf voor Anatole van Stéphane Mallarmé, vertaald en ingeleid door Rein Bloem en Praag schrijven van Daniël Robberechts.
In 1977 wordt het blad heropgericht als kwartaaltijdschrift: onder de redactie van Ten Berge, De Meijer, Vogelaar en J. Bernlef. Het logo van Raster wordt dat van de ronde knoppen van een typemachine. Ieder redacteur die vervolgens opstapt schuift op naar de redactieraad van Raster.
In 1979 vertrekt oprichter Ten Berge en treedt Hans W. Bakx aan (bij nummer 13). Hans Tentije voegt zich in 1981 (nummer 20) bij de redactie. Pieter de Meijer stopt bij nummer 26 (1983) en wordt vervangen door Cyrille Offermans. Bernlef zal vertrekken in 1986 (nummer 40). Vanaf 1988 maakt Willem van Toorn deel uit van de redactie. Nicolaas Matsier vervangt Bakx in 1989 (44), K. Michel treedt in 1994 (65) tot de redactie toe, Marjoleine de Vos in 2000 (89) en Piet Meeuse vervangt Offermans een nummer later. Vanaf nummer 113 (2005) treedt de zittende redactie terug in de redactieraad en is Jacq Vogelaar eindredacteur en spelverdeler.
Het blad werd vanaf de oprichting vormgegeven door Kees Nieuwenhuijzen, die deel uitmaakt van de redactie. Vanaf nummer 113 (2005) wordt er onder supervisie van Nieuwenhuijzen gewerkt met verschillende vormgevers. Vanaf nummer 117 (2007) is dat MV Levievandermeer.
Vanaf 1994 verschijnt er parallel aan het tijdschrift een nieuwe serie Rasterboeken, met onder meer Barbaar in de tuin van Zbigniew Herbert, Stenen van Roger Caillois en Meneer Teste van Paul Valéry.
Een kritisch overzicht van de geschiedenis van het blad, dat in 2008 zijn laatste jaargang beleeft, werd door Sven Vitse gepubliceerd in nummer 27.1 van het literair-wetenschappelijke tijdschrift Vooys.

## Omschrijving
Raster heeft zich van meet af aan internationaal georiënteerd en opengesteld voor afwijkende, experimentele literatuur. Veel auteurs werden in Raster voor het eerst in het Nederlands geïntroduceerd.
Het maakte spraakmakende nummers als 'Gestoorde teksten' (24), 'Vergeetwoordenboek' (58), 'Roman in pilvorm' (74), 'Meneer & Co' (77), 'Meneer m/v' (79) en 'Bestiarium' (86/87).
Het bracht nummers rond schrijvers als Maurice Gilliams (16), Roland Barthes (17), Samuel Beckett (25), Julio Cortázar (34), Robert Musil (44), Carlo Emilio Gadda (45), Jan Hanlo (47), José Lezama Lima (50), Danilo Kiš (62), Kees Fens (64), Miroslav Krleža (73), Bert Schierbeek (76), Stefan Themerson (85), Varlam Sjalamov (88), Diderot (94), Tahar Ben Jelloun (101), Roberto Calasso (114) en Gaston Bachelard (116).
Raster heeft naast veel internationale auteurs ook veel Nederlandse auteurs voor het eerst gebracht. Gedebuteerd in Raster zijn Kees 't Hart, Cyrille Offermans, Martin Reints, Tonnus Oosterhoff, Maria van Daalen, Marie Kessels, Frans van Dixhoorn, Matthijs van Boxsel, Walter van der Kooi, Henk Simons, Frans Kuipers, Patricia de Groot.

## Website
Op 22 oktober 2010 werd een website openbaar gesteld waar alle kaften, inhoudsopgaven en het merendeel van de voorwoorden digitaal zijn te bekijken. Deze website is een dagelijks groeiende databank voor teksten uit Raster. In eerste instantie is de periode 1977-2008 geïndexeerd. De website staat onder redactie van Kim Andringa, Mischa Andriessen, Jan Baeke, Erik Lindner, Ehud Neuhaus (vormgeving en webbeheer), Ruth Verraes (concept) en Miek Zwamborn.
Raster publiceert nieuwe tekst onder de noemer Terras. De redactie en redactieraad van Terras zijn vrijwel gelijk aan die van Raster met als toevoeging Herman van Bostelen, Laurens Ham, Sanneke van Hassel en Hélène Gelèns.